# Fernando de Unamuno
Fernando Esteban Saturnino de Unamuno Lizárraga (Bilbao, 3 de julio de 1892-Madrid, 19 de julio de 1978) fue un arquitecto y urbanista español.

## Biografía

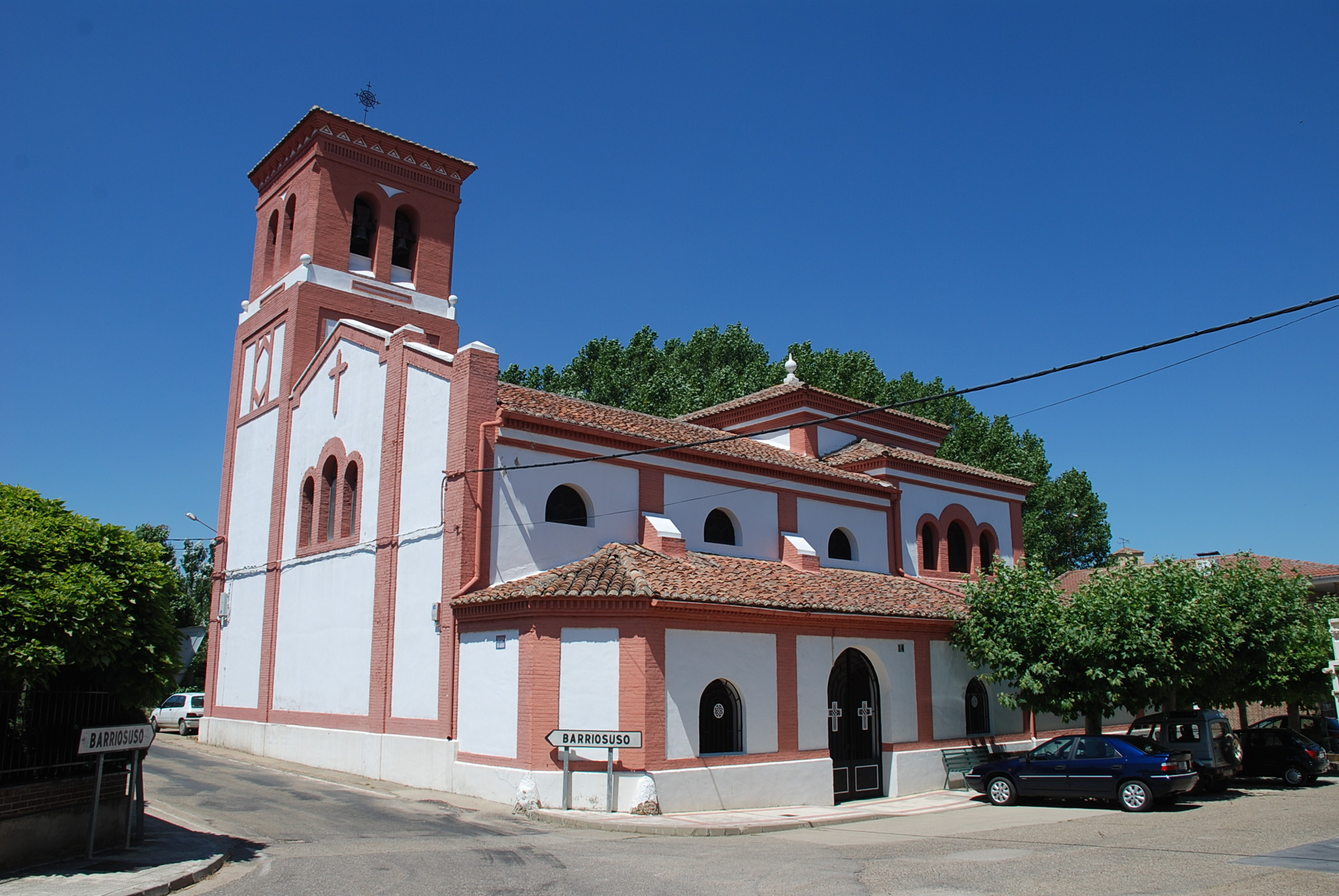
Iglesia de San Juan Bautista en Buenavista de Valdavia

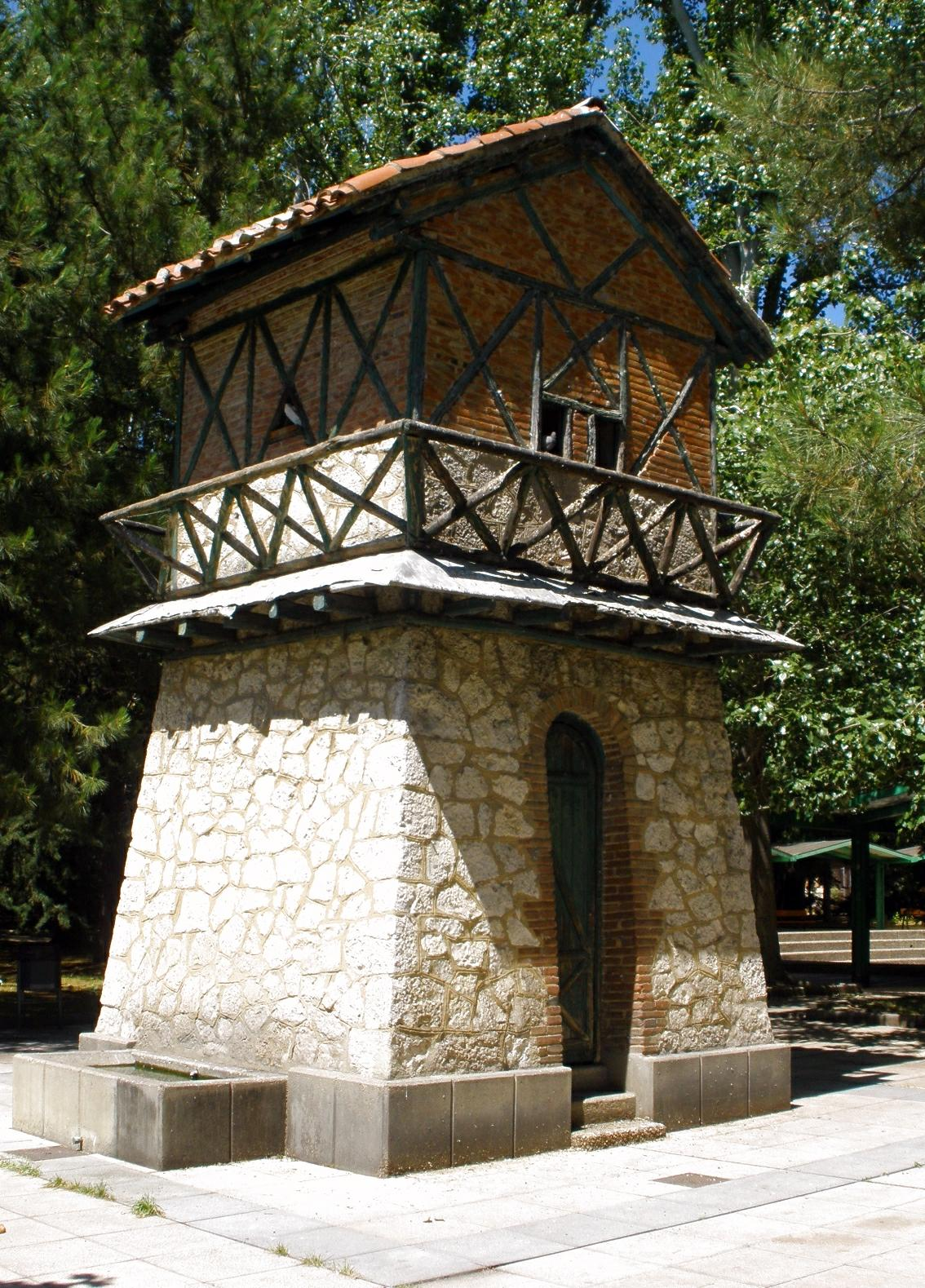
Palomar de los jardinillos de la Estación

Hijo primogénito de Concha Lizárraga y del escritor y profesor universitario Miguel de Unamuno, fue bautizado el 4 de agosto de 1892 en la parroquia  de San Nicolás de Bilbao. Contrajo matrimonio el 1 de enero de 1919 con la valenciana María Rincón de Arellano que falleció a 1927, posteriormente contrajo segundas nupcias con la palentina Mercedes Adárraga Díez, con quien tuvo siete hijos.
Estudió en la Escuela de Arquitectura de Madrid, titulándose en 1918, además se le considera parte parte de la denominada generación del 25. Los primeros años de su carrera ejerció en Cádiz como arquitecto del catastro provincial, En 1920 se trasladó a Palencia para ocupar el mismo cargo en la oficina provincial del catastro. En 1924 no consiguió plaza en la oposición para arquitecto municipal de Salamanca. En 1925 ejerció como arquitecto municipal interino de Palencia tras la renuncia de Jacobo Romero, cargo del cual fue ratificado un año después de manera indefinida, hasta su jubilación en 1959. Durante su vida en dicha ciudad mantuvo relaciones sociales con diversas personalidades como Jerónimo Arroyo, Francisco Vighi y Victorio Macho, entre otros. También fue miembro de sociedades culturales locales, profesor de la Escuela Elemental de Trabajo y de la Escuela de Formación Profesional, jefe de bomberos de la ciudad o presidente del Colegio de Arquitectos de León y del Club Deportivo Palencia, así como miembro de la Comisión provincial de monumentos. Simpatizante del Partido Republicano Radical Socialista,fue encausado en 1940 por el Tribunal Especial para la Represión de la Masonería y el Comunismo de la dictadura franquista.
Como arquitecto del Ayuntamiento de Palencia fue responsable del Plan General de Ordenación Urbana de 1956 junto a Rodolfo García de Pablos y Juan Torbado, que estuvo vigente hasta 1992, y que permitió la apertura de la Gran Vía y de la calle La Puebla. Participó en la reforma del Teatro Principal, en el palomar de los jardinillos de la Estación, en la casa de socorro, en diversidad de infraestructuras como colegios, el antiguo estadio de La Balastera, la renovación del alcantarillado de la calle Mayor y demás sistemas de saneamiento y pavimentación del Conjunto Histórico de la ciudad, participó también en la canalización del arroyo de Villalobón que fue el primer paso para la creación de la avenida de Cardenal Cisneros. También es autor de numerosas viviendas, tanto públicas como en el barrio de María Cristina o tras el saneamiento de las barriadas de La Carcavilla, el barrio del Cristo, o el de los Cuarteles; como privadas, donde destaca la vivienda Ave María del barrio de Abella, y el edificio ubicado en la plaza de León, que recibió una placa de la Fundación Docomomo en 2019.
Como sus principales obras cabe destacar la iglesia de San Juan Bautista en Buenavista de Valdavia, inaugurada el 21 de diciembre de 1933, y el cementerio de Nuestra Señora de los Ángeles de Palencia, donde destaca la original distribución de los espacios de enterramiento, y edificio de la capilla con el original diseño de su bóveda, y la pintura del mural del Juicio Final obra de Germán Calvo.
Falleció el 19 de julio de 1978 en Madrid y fue enterrado en el camposanto palentino que él mismo diseñó años atrás.